# 阿尔夫·安德森
阿尔夫·安德森（挪威語：Alf Andersen，1906年5月15日—1975年4月12日），挪威男子跳台滑雪运动员。他曾代表挪威参加1928年冬季奥林匹克运动会跳台滑雪比赛，获得男子普通跳台金牌。